# 巴東県
巴東県（はとう-けん）は中華人民共和国湖北省恩施トゥチャ族ミャオ族自治州に位置する県。

## 行政区画
- 鎮:信陵鎮、東瀼口鎮、沿渡河鎮、官渡河鎮、茶店子鎮、緑葱坡鎮、大支坪鎮、野三関鎮、清太坪鎮、水布埡鎮
- 郷:渓丘湾郷、金果坪郷

## 交通

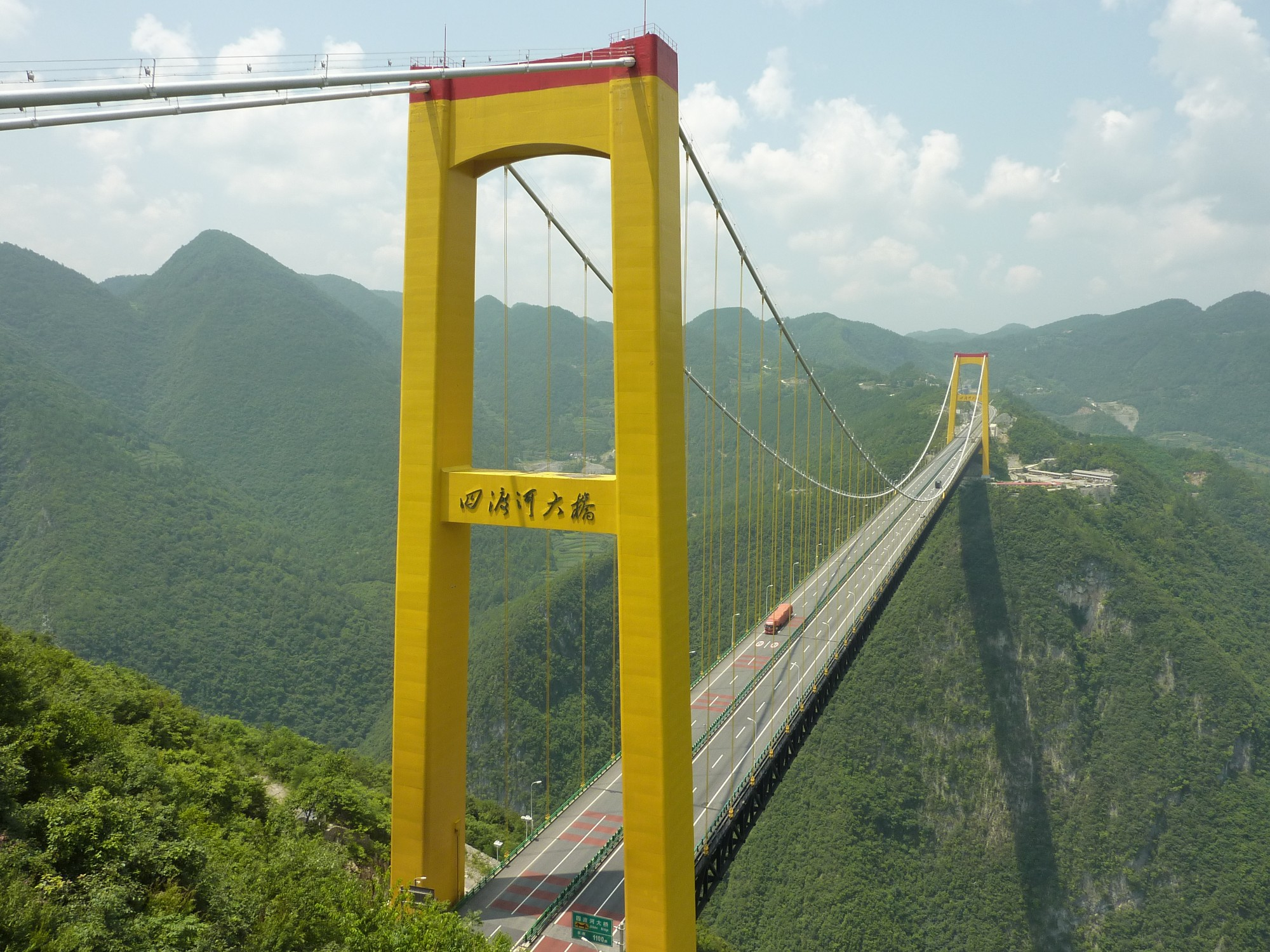
滬渝高速道路四渡河大橋

### 鉄道
- 中国鉄路総公司
  - 滬漢蓉旅客専用線
    - 巴東駅

### 道路
- 高速道路
  - 滬蓉高速道路
  - 滬渝高速道路
- 国道
  - G209国道
  - G318国道